# Ilusión de profundidad explicativa
La ilusión de profundidad explicativa (IDPE) es un sesgo cognitivo en el que las personas creen que entienden un tema mucho mejor de lo que realmente lo hacen. El término fue acuñado por Leonid Rozenblit y Frank Keil en 2002. El efecto es más fuerte para el conocimiento explicativo, mientras que las personas tienden a ser mejores en las autoevaluaciones para el conocimiento procedimental, narrativo o fáctico.
Otra descripción del IDPE es que "confundimos nuestra familiaridad con una situación con la comprensión de cómo funciona". También puede explicar la percepción de que el conocimiento en psicología es simple u obvio. La ilusión está relacionada con el efecto Dunning-Kruger. Cuanto más valore la gente su conocimiento, mayor será la fuerza de la ilusión. Sin embargo, el efecto de IDPE (sobreestimación del conocimiento) se aplica a casi todos, mientras que el efecto Dunning-Kruger (sobreestimación de la competencia) solo se aplica a aquellos con una competencia baja a moderada. El grado en que las personas sobrestiman su conocimiento es mayor cuando conocer el tema se percibe como socialmente deseable.

## Significado práctico
La IDPE permite a las personas ocupar posiciones políticas extremas mientras están relativamente desinformadas sobre temas relevantes. Un estudio de 2018 en los Estados Unidos encontró que la IDPE está asociada con la creencia en teorías conspirativas para temas políticos, pero no para temas no políticos.
La ilusión se puede combatir pidiendo a las personas que expliquen el tema, pero no simplemente pidiéndoles que proporcionen las razones de sus creencias. Otra investigación ha demostrado que cuando se pide a las personas que justifiquen su posición, las creencias de las personas se vuelven más extremas en lugar de menos, por lo que el tipo de explicación solicitada puede ser importante; preguntar por razones puede llevar a las personas a fortalecer sus creencias al pensar selectivamente en el apoyo a su posición, mientras que pedir una explicación mecanicista los obliga a confrontar su falta de conocimiento.